# Classe de Stiefel-Whitney
En topologie algébrique, les classes de Stiefel-Whitney sont des classes caractéristiques associées aux fibrés vectoriels réels de rang fini.
Elles constituent donc un analogue réel des classes de Chern dans le cas complexe.
Elles portent les noms de Eduard Stiefel et de Hassler Whitney.
Toute classe caractéristique associée aux fibrés vectoriels réels apparaît comme un polynôme en les classes de Stiefel-Whitney.

## Axiomatique
Les classes de cohomologie singulière à coefficients dans l'anneau ℤ/2ℤ de tout fibré vectoriel {\displaystyle \xi =E\rightarrow B},
sont déterminées de façon unique par les axiomes suivants :
- {\displaystyle w_{0}(\xi )=1} et {\displaystyle w_{n}(\xi )=0} pour n strictement supérieur à la dimension des fibres ;
- si {\displaystyle f:B'\rightarrow B} est une application continue, alors {\displaystyle ~f^{*}(w_{n}(\xi ))=w_{n}(f^{*}(\xi ))}, où {\displaystyle f^{*}(\xi )} désigne le pull-back de ξ par f ;
- si l'on note {\displaystyle w(\xi )=1+w_{1}(\xi )+w_{2}(\xi )+\ldots }, alors {\displaystyle w(\xi \oplus \xi ')=w(\xi )\smile w(\xi ')} où {\displaystyle \oplus } désigne la somme de Whitney et {\displaystyle \smile } le cup-produit ;
- {\displaystyle w_{1}(\gamma ^{1})} est l'élément non nul de {\displaystyle H^{1}(\mathbb {R} P^{1};\mathbb {Z} /2\mathbb {Z} )}, où {\displaystyle \gamma ^{1}} désigne le fibré en droites tautologique (en) sur ℝP1.

La dernière condition assure que les classes ne sont pas triviales. En effet, si l'on retirait cette condition, on pourrait poser {\displaystyle w_{i}(\xi )=0} pour tout i > 0.

## Conséquences
- Si {\displaystyle \xi } est isomorphe à {\displaystyle \eta }, alors {\displaystyle w_{n}(\xi )=w_{n}(\eta )}.

- Le deuxième axiome assure aussi que les classes de Stiefel-Whitney d'un fibré trivial sont nulles (sauf celle d'indice 0). En effet un fibré trivial est isomorphe au produit fibré d'un fibré sur le point et la cohomologie d'un point est triviale en dimension strictement positive.

- Le troisième axiome implique que la somme d'un fibré avec un fibré trivial ne change pas ses classes de Stiefel-Whitney. Par exemple la somme du fibré tangent de Sn avec le fibré normal (qui est un fibré trivial) est un fibré trivial et donc ses classes de Stiefel-Whitney sont nulles pour n > 0.

## Application
Si B est homotopiquement équivalent à un CW-complexe, alors un fibré vectoriel E → B est orientable si et seulement si {\displaystyle w_{1}(E)=0}.
Au-delà, un fibré vectoriel orienté sur une variété X admet une structure spinorielle si et seulement si {\displaystyle w_{2}(E)=0}, et dans ce cas les différentes structures spinorielles sont en correspondance bijective avec {\displaystyle H^{1}(X,{\mathbf {Z} }_{2})}.